# Андерсон, Карл Карлович
Карл Карлович Андерсон (1826—1888) — русский архитектор, академик архитектуры Императорской Академии художеств.

## Биография

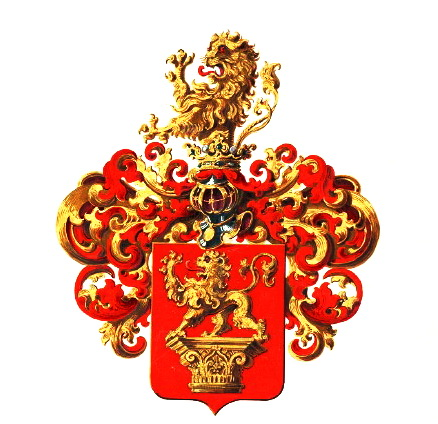
Герб рода Карла Андерсон

Карл Фредерик Андерсон родился 10 мая 1826 года в Стокгольме. В отечественной справочной литературе можно встретить сведения, что он был сыном купца, шведского подданного. Однако согласно недавно обнаруженным архивным данным, он был незаконнорожденным сыном 27-летней служанки Анны Софии Тюнберг (Тунберг), которая спустя три года вышла замуж за мясника Свена Андерсона. Весной 1831 г. Карл был отправлен в Санкт-Петербург. В Петербурге мальчик жил, вероятно, со своим дядей по материнской линии Карлом Генрихом Тунбергом (1793—?).
Посещал рисовальную школу для вольноприходящих (1841—1842), затем — классы Императорской академии художеств (1842—1846) под руководством профессора А. П. Брюллова. Звание неклассного художника (1851). Дано звание академика архитектуры (1858) за проект «большой станции железной дороги». Строитель Шведской церкви в Санкт-Петербурге (1863), «Jeu de Paume» при Санкт-Петербургском университете.
Поступив помощником к профессору Г. А. Боссе, Андерсон (1846—1849) находился при постройке и внутренней отделке нескольких домов, занимаясь вместе с тем составлением проектов, по которым производились постройки, под руководством Боссе.
Служил архитектором при попечительном комитете заведений общественного призрения при IV отделении Собственной Его Величества Канцелярии (1864—1874), при Санкт-Петербургском градоначальстве (1874—1881). Действительный член Петербургского общества архитекторов.
Доходные дома, принесшие архитектору наибольшую известность, — дом барона Фитингофа на пересечении набережных Мойки и Крюкова канала, который был возведен в 1855–1856 гг. и является образцом стилизации под архитектуру Ренессанса, и дом на улице Марата, 14, который в 1857–1858 гг. был перестроен и надстроен по проекту Андерсона в духе «второго барокко».
Андерсон составил несколько проектов и произвёл до 20 частных построек и много перестроек. Основные работы: шведская лютеранская церковь Св. Екатерины на Малой Конюшенной ул. с принадлежащими к её приходу домами, богадельня и приют германского благотворительного общества на 120 чел., Александровское отделение при Калинкинской городской больнице на 300 коек (на Шлиссельбургском тракте), русская церковь Александра Невского в Копенгагене, особняк и заводоуправление Механического завода «Людвиг Нобель» на Пироговской наб., 19 (перестроены Р. Ф. Мельцером), дом Й. Х. Стюнкеля на Подгорной улице, 17 в Выборге. Строил в Санкт-Петербурге и Псковской губернии, Нарве, а также в Копенгагене.
Имел награды: орден Святой Анны 2-й степени (1879), орден Святого Владимира 4-й (1875) и 3-й (1882) степеней. Действительный статский советник.

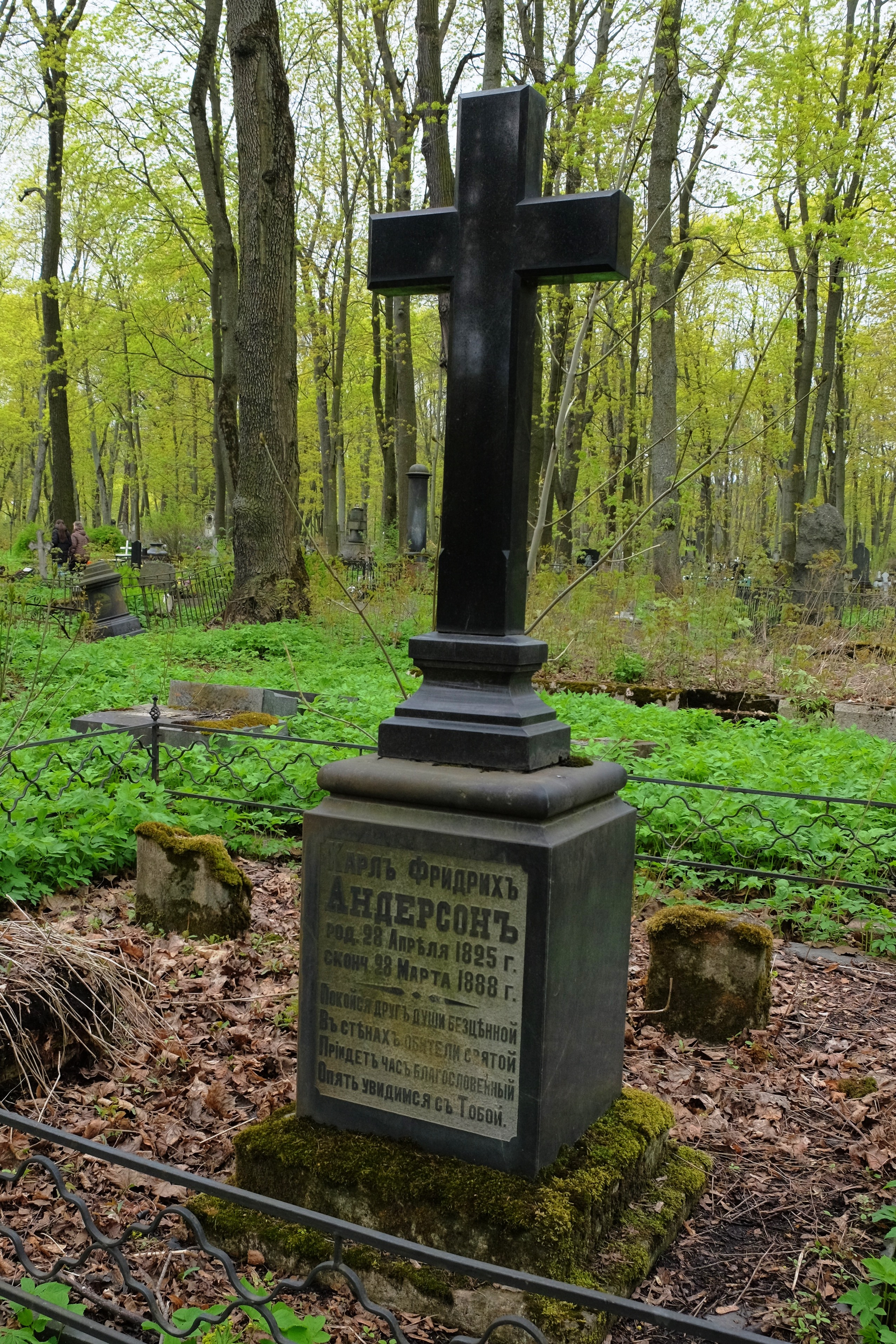
Могила Карла Карловича Андерсона на Волковском лютеранском кладбище

Скончался от апоплексического удара 28 марта (9 апреля) 1888 года в Петербурге и был отпет в церкви Св. Екатерины пастором Юханнесом Карваненом. Похоронен на Волковском лютеранском кладбище.

## Проекты и постройки

### Санкт-Петербург
- Доходный дом. Загородный проспект, 70 — Бронницкая улица, 2 — Серпуховская улица, 1х (1853)[17];
- Доходный дом барона Фитингофа. Набережная Мойки, 100 — улица Глинки, 1 — набережная Крюкова канала, 4 (1855—1856)[18][19];
- Здание Елизаветинской богадельни Елисеевых — правая часть (расширение). 3-я линия ВО, 28-30 (1855—1856)[20];
- Доходный дом А. Д. Ржевуцкой (перестройка и расширение). Улица Марата, 14 (1857—1858)[21];
- Комплекс жилых домов и бани Тарасовых. 1-я Красноармейская улица, 7—9 (1858—1859)[22];
- Доходный дом. Галерная улица, 32 (1860)[23];
- Жилой дом евангелической Шведской церкви св. Екатерины. Малая Конюшенная улица, 3 (1862)[24];
- Шведская церковь св. Екатерины. Шведский переулок, 1 — Малая Конюшенная улица, 1 (1863—1867)[25][26];
- Дом Шведской церкви св. Екатерины (перестройка). Малая Конюшенная улица, 1к1 — Шведский переулок, 3 (1863—1865)[27];
- Здание богадельни Германского благотворительного общества. Тверская улица, 11 (1865)[28];
- Здание Рождественской больницы (перестройка). 2-я Советская улица, 4 — 3-я Советская улица, 1 — Греческий проспект, 1 (1865—1866)[29];
- Финская церковь св. Марии (реконструкция). Большая Конюшенная улица, 8 (1871);
- Особняк И. Д. Булычёва (изменение фасада). Английская набережная, 46 — Галерная улица, 47 (1871)[30];
- Приют Обуховского благотворительного общества (расширение). Английский проспект, 54 — улица Лабутина, 24 (1873)[31];
- Доходный дом Берникова (включение существовавшего дома). Вознесенский проспект, 47 (1873—1874)[32];
- Особняк и заводоуправление Механического завода «Людвиг Нобель» (расширение). Пироговская набережная, 19 (1873—1874, 1885—1886)[33];
- Доходный дом (левая часть). 12-я Красноармейская улица, 21 (1874)[34];
- Особняк В. К. Аккермана. Дегтярный переулок, 2 (1875)[35];
- Доходный дом купца Ю. А. Ломача. Большой проспект ВО, 5 (1875)[36];
- Дом В. Д. Кехли (надстройка). Переулок Ульяны Громовой, 2 — улица Восстания, 15 (1875)[37][38];
- Доходный дом Ф. П. Шпигеля. Шпалерная улица, 32 (1875)[39];
- Дом губернских присутственных мест (перестройка). Гороховая улица, 2 — Адмиралтейский проспект, 6 (1876)[40][41];
- Здание гостиницы «Демут» А. А. Ломача (перестройка). Набережная Мойки, 40 — Большая Конюшенная улица, 27 (1876—1877)[42][43];
- Малый Гостиный двор (реконструкция). Набережная канала Грибоедова, 26 — Думская улица, 9 — улица Ломоносова, 2 (1879, 1886);
- Здание приюта с мастерскими Императорского человеколюбивого общества. Чкаловский проспект, 20 (1881—1882);
- Здание Василеостровского зимнего театра. Большой проспект ВО, 79 (1886—1887)[44].

## Выборг
- дом Й. Х. Стюнкеля.  Подгорная улица, 17 (1870-е).